# Santiago Gómez Sierra
Santiago Gómez Sierra (Madridejos, 24 novembre 1957) è un vescovo cattolico spagnolo, dal 15 giugno 2020 vescovo di Huelva.

## Biografia
Santiago Gómez Sierra è nato a Madridejos il 24 novembre 1957.

### Formazione e ministero sacerdotale
Ha compiuto gli studi di filosofia e teologia presso il seminario di Cordova e ha conseguito la laurea in filosofia e scienze della comunicazione presso la sezione di filosofia dell'Università Complutense di Madrid e la licenza in teologia con specializzazione in dogmatica e fondamentale presso la Pontificia Università di Comillas a Madrid con una tesi su fede e cultura in Giovanni Paolo II.
Il 18 settembre 1982 è stato ordinato presbitero per la diocesi di Cordova. In seguito è stato formatore, vice rettore e prefetto degli studi del seminario maggiore "San Pelagio" di Cordova dal 1982 al 1993; parroco della parrocchia di Nostra Signora degli Angeli ad Alcolea dal 1983 al 1991; arciprete dell'Alto Guadalquivir dal 1989 al 1991; incaricato della pastorale vocazionale dal 1991 al 1993; parroco della parrocchia di San Giovanni e Tutti i Santi a Cordova dal 1993 al 2005; vicepresidente della giunta di governo e presidente della commissione esecutiva dell'Opera pia Santissima Trinità di Cordova dal 1993 al 2006; vicario generale dal 1997 al 2001; di nuovo vicario generale e moderatore della curia dal 2004 al 2007; decano del capitolo della cattedrale dal 2005; cappellano delle Ancelle del Sacro Cuore di Gesù dal 2007; confessore dei monaci trappisti del monastero di Santa María de las Escalonias a Hornachuelos e direttore spirituale dell'Adoración Nocturna Femenina.
È stato anche professore al seminario maggiore di "San Pelagio" di Cordova e all'Istituto superiore di scienze religiose "Beata Victoria Díez" dal 1982.
Nel triennio 2004-2007 è stato membro del consiglio diocesano per l'educazione cattolica e dal 2006 al 2007 vicepresidente del consiglio della Fondazione della scuola universitaria magistrale.
Il 20 dicembre 2006 monsignor Juan José Asenjo Pelegrina lo ha indicato come presidente del consiglio di amministrazione della cassa di risparmio Cajasur, in sostituzione di Juan Moreno Gutiérrez, ottenendo l'appoggio dell'Assemblea generale. Il 22 maggio 2010 il Banco de España è intervenuto su CajaSur respingendo la fusione di questa con Unicaja nell'ambito del processo di riorganizzazione bancaria. Pochi giorni prima, nel primo trimestre dell'anno fiscale, Cajasur aveva registrato perdite per 114 milioni di euro.
CajaSur aveva dichiarato perdite per 596 milioni di euro durante l'anno fiscale 2009. Lo stesso Banco de España, oltre a varie entità pubbliche e private come la giunta dell'Andalusia e la Chiesa cattolica, esortarono Santiago Gómez Sierra a cercare una fusione con un'altra cassa di risparmio. Sebbene il processo di fusione con Unicaja fosse ben avanzato, nelle prime ore del 21-22 maggio CajaSur, Gómez Sierra espresse la sua preferenza per l'intervento del Banco de España piuttosto che la fusione con Unicaja, con il pretesto di non fidarsi del presidente di quest'ultima entità, Braulio Medel. La richiesta di intervento ha ricevuto 11 voti a favore e 8 contrari.
L'intervento ha comportato la cessazione immediata dell'intero consiglio di amministrazione e il Fondo de Reestructuración Ordenada Bancaria (FROB) è stato provvisoriamente nominato amministratore unico attraverso il suo comitato direttivo.

### Ministero episcopale
Il 18 dicembre 2010 papa Benedetto XVI lo ha nominato vescovo ausiliare di Siviglia e titolare di Vergi. Ha ricevuto l'ordinazione episcopale il 26 febbraio successivo nella cattedrale metropolitana di Santa Maria della Sede di Siviglia dall'arcivescovo metropolita di Siviglia Juan José Asenjo Pelegrina, co-consacranti il cardinale Carlos Amigo Vallejo, arcivescovo emerito della stessa arcidiocesi, e il vescovo di Cordova Demetrio Fernández González.
Nel marzo del 2014 ha compiuto la visita ad limina.
Il 15 giugno 2020 papa Francesco lo ha nominato vescovo di Huelva. Ha preso possesso della diocesi il 25 luglio successivo, festa di San Giacomo il Maggiore, con una cerimonia nella cattedrale diocesana.
In seno alla Conferenza episcopale spagnola è membro della commissione per l'evangelizzazione, la catechesi e il catecumenato dal marzo del 2020. In precedenza è stato membro della commissione per l'insegnamento e la catechesi e della commissione per la pastorale dal 2011.
In seno all'Assemblea dei vescovi della Spagna meridionale è delegato per l'insegnamento.

## Genealogia episcopale
La genealogia episcopale è:
- Cardinale Scipione Rebiba
- Cardinale Giulio Antonio Santori
- Cardinale Girolamo Bernerio, O.P.
- Arcivescovo Galeazzo Sanvitale
- Cardinale Ludovico Ludovisi
- Cardinale Luigi Caetani
- Cardinale Ulderico Carpegna
- Cardinale Paluzzo Paluzzi Altieri degli Albertoni
- Papa Benedetto XIII
- Papa Benedetto XIV
- Papa Clemente XIII
- Cardinale Marcantonio Colonna
- Cardinale Giacinto Sigismondo Gerdil, B.
- Cardinale Giulio Maria della Somaglia
- Cardinale Carlo Odescalchi, S.I.
- Cardinale Costantino Patrizi Naro
- Cardinale Lucido Maria Parocchi
- Papa Pio X
- Cardinale Gaetano De Lai
- Cardinale Raffaele Carlo Rossi, O.C.D.
- Cardinale Amleto Giovanni Cicognani
- Cardinale Luigi Dadaglio
- Cardinale Francisco Álvarez Martínez
- Arcivescovo Juan José Asenjo Pelegrina
- Vescovo Santiago Gómez Sierra